# Zbigniew Kamiński (duchowny metodystyczny)

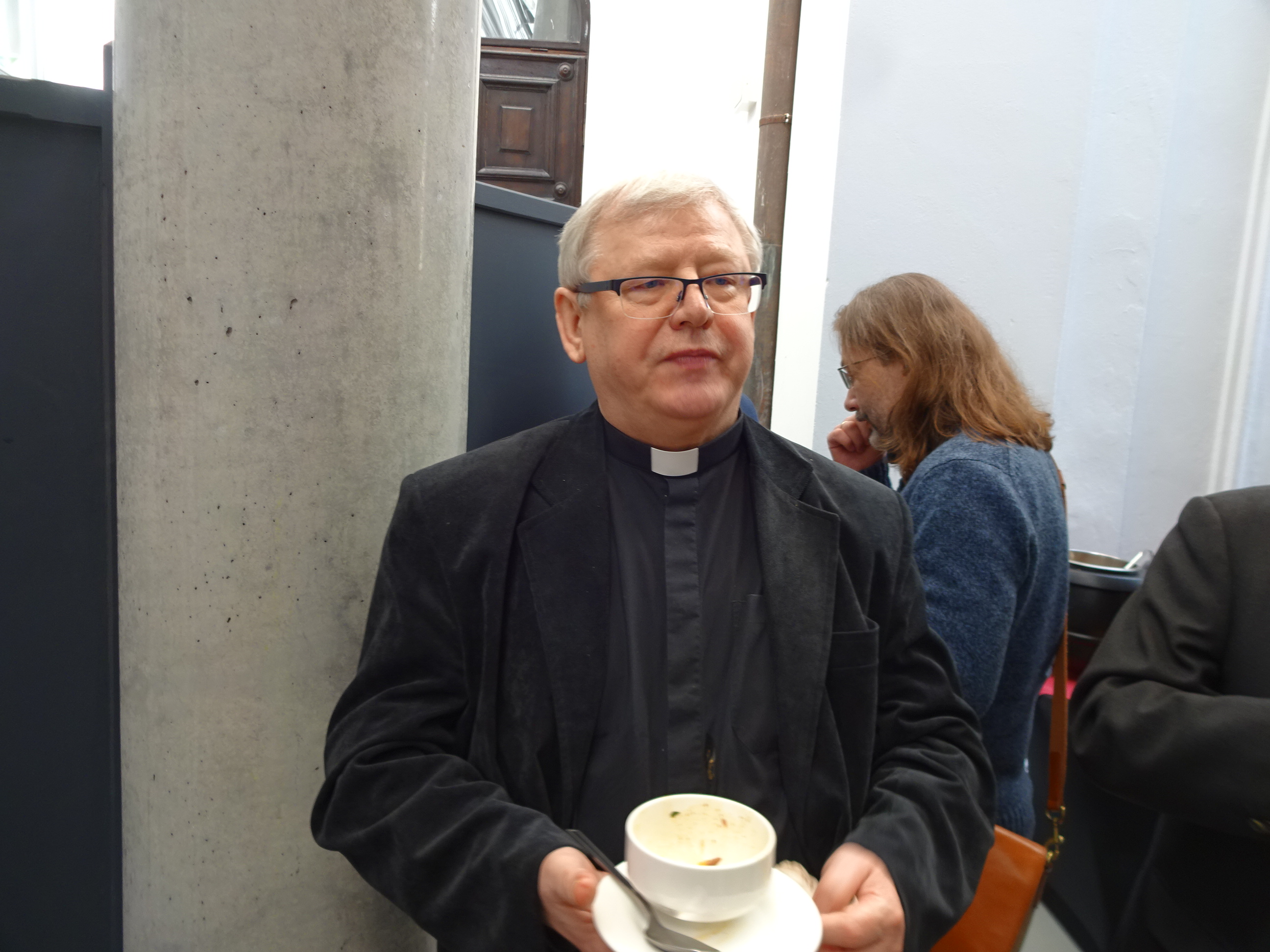
W Muzeum Etnograficznym.

Zbigniew Kamiński (ur. 30 czerwca 1954 w Gierzwałdzie) – polski duchowny metodystyczny, sekretarz Konferencji Dorocznej (synod) Kościoła Ewangelicko-Metodystycznego w RP na kadencję 2013–2016.

## Życiorys
W latach 1973–1978 był studentem Chrześcijańskiej Akademii Teologicznej Warszawie, od 1975 przygotowywał się do objęcia funkcji kościelnych, w 1977 ordynowany na diakona, w 1979 na prezbitera. W latach 1978–1988 pracował jako pastor zboru krakowskiego, w latach 1982–1988 był zastępcą sekretarza Konferencji Dorocznej, od 1987 wykładał przedmioty starotestamentalne w Wyższym Seminarium Duchownym Teologicznym im. Jana Łaskiego w Warszawie. W latach 1988–1991 był pastorem II parafii metodystycznej w Warszawie, od 1989 do 2013 pełnił funkcję zastępcy superintendenta naczelnego. Był też członkiem Rady Kościoła i do 2013 superintendentem (biskupem) Okręgu wschodniego Kościoła Ewangelicko-Metodystycznego w RP.
W latach 1991–2018 był pastorem Parafii Ewangelicko-Metodystycznej Dobrego Pasterza w Warszawie. Od 1995 roku jest redaktorem naczelnym metodystycznego miesięcznika Pielgrzym polski będącego organem prasowym Kościoła. Brał udział w przygotowaniu ekumenicznego przekładu Biblii.